# Орнонтовиці
Орнонтовіце (пол. Ornontowice) — село в Польщі, у гміні Орнонтовиці Міколовського повіту Сілезького воєводства.
Населення — 5733 особи (2011).
У 1975-1998 роках село належало до Катовицького воєводства.

## Демографія
Демографічна структура станом на 31 березня 2011 року:
|          | Загалом | Допрацездатний вік | Працездатний вік | Постпрацездатний вік |
| -------- | ------- | ------------------ | ---------------- | -------------------- |
| Чоловіки | 2841    | 579                | 1984             | 278                  |
| Жінки    | 2892    | 570                | 1800             | 522                  |
| Разом    | 5733    | 1149               | 3784             | 800                  |